# Busso Thoma
Busso Thoma (31. října 1899 St. Blasien-Immeneich, Schwarzwald – 23. ledna 1945 Berlín, popraven) byl německý obchodník a voják.
V roce 1939 se stal Thoma v hodnosti majora personálním poradcem Generální armádní kanceláře (AHA). Zde se spolupodílel na neúspěšném atentátu na Hitlera.
Thoma byl 14. září 1944 uvězněn a 17. ledna 1945 odsouzen k smrti Volksgerichtshofem, 23. ledna stejného roku byl popraven v věznici Plötzensee v Berlíně.